# دستیاری پزشکی

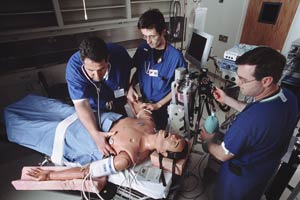
همکاری کارآموز برای احیای بیمار

دوره کارآموزی پزشکی یا دوره اقامت پزشک در بیمارستان یا دوره رزیدنسی (به انگلیسی: Residency) در علوم پزشکی دوره‌ای است عملی و تکمیلی در تحصیلات آموزش عالی که در بسیاری از کشورها پس از اخذ دکترای حرفه‌ای توسط پزشکان گذرانیده می‌شود. به شخصی که این دوره را می‌گذراند کارآموز پزشکی، پزشک مقیم یا رزیدنت گفته می‌شود.
دانش‌آموختگان این دوره به عنوان متخصص، با درجه تخصص رشته گذرانده شده وارد بازار کار می‌شوند  پس از پایان این دوره پزشک قادر خواهد بود در دوره فوق تخصص به تحصیل ادامه دهد.
این دوره را نیز می‌توان در دیگر رشته‌های دکترای حرفه‌ای همچون دامپزشکی، دندانپزشکی، داروسازی و علوم آزمایشگاهی نیز گذراند.
اغلب طول دوره کارآموزی پزشکی ۴ سال یا بیشتر است، و شخص رزیدنت به فراگیری و آموزش بالینی یا عملی مبانی و گرایش‌های تخصص خود می‌پردازد.

## در ایران
در ایران ۲۶ تخصص پزشکی آموزش داده می‌شوند که به شرح زیر هستند:
- جراحی کلیه و مجاری ادراری
- پزشکی کودکان
- آسیب‌شناسی
- زنان و زایمان
- ارتوپدی
- بیماری‌های مغز و اعصاب
- بیماری‌های داخلی
- بیماری‌های عفونی و گرمسیری
- بیماری‌های قلب و عروق
- بیهوشی
- بیماری‌های پوست
- جراحی عمومی
- جراحی مغز و اعصاب
- چشم‌پزشکی
- رادیوانکولوژی
- پرتوشناسی
- روان‌پزشکی
- جراحی گوش و حلق و بینی
- پزشکی هسته‌ای
- طب کار
- پزشکی قانونی
- پزشکی فیزیکی و توانبخشی
- طب اورژانس
- پزشکی ورزشی
- پزشکی هوافضا و زیرسطحی
- پزشکی خانواده